# Pacov (Říčany)
Pacov (německy Patzdorf) je vesnice v okrese Praha-východ, je součástí obce Říčany. Nachází se asi 2,6 km na severovýchod od Říčan. Ze severu na jih prochází silnice II/101, ze západu na východ silnice III/10176. Je zde evidováno 404 adres.